# Дом А. И. Надеждиной — М. А. Комаровой
Дом А. И. Надеждиной — М. А. Комаровой — памятник градостроительства и архитектуры в историческом центре Нижнего Новгорода. Бывшая усадьба выстроена в 1842 году по проекту первого городского архитектора Нижнего Новгорода Г. И. Кизеветтера. В 1861 году перестроена по проекту архитектора Н. И. Ужумедского-Грицевича.
Здание флигеля по адресу Малая Покровская, 16а было снесено в 2018 году к Чемпионату мира по футболу.
Историческое здание по адресу улица Малая Покровская, 14 сегодня — объект культурного наследия Российской Федерации.

## История
Жена надворного советника Асександра Ивановна Надеждина 24 октября 1840 года купила с торгов обширный участок земли на Малой Покровской улице у А. А. Михайловой. Вместо старого дома она решила выстроить особняк с флигелем по красной линии улицы с одинаковыми фасадами. Проект выполнил архитектор Г. И. Кизеветтер. План-фасады домов были утверждены императором в мае 1842 года, а в течение лета велись строительные работы. К концу года дома были возведены.
Одноэтажный дом на каменном фундаменте и флигель были расположена по сторонам широкого проезда во двор. Строения имели по семь окон парадному фасаду и завершались трёхоконными мезонинами с балконами. Центральные окна выделялись особыми лучковыми фронтончиками наличников и набором точеных балясин с ширинками под ними и общим орнаментальным фризом вверху.
В середине XIX века усадьбу купила вдовствующая купчиха Мария Алексеевна Комарова, решившая перестроить старые строения с изменением декоративно-художественного оформления фасадов. Новый проект разработал архитектор Н. И. Ужумедский-Грицевич. Проект был утверждён Нижегородской Строительной комиссией 19 июня 1861 года и на следующий год реализован под надзором автора. Кровлю мезонина украсили акротерии, стойки балконов и углов дома нагрузили вазоны. Были изменены наличники окон.
В таком виде дома сохранялись до 2018 года, являясь примером приспособления дворянских городских усадеб под вкусы и потребности нового буржуазного сословия во второй половине XIX века. В 2018 году флигель, не защищённый статусом памятника, по адресу Малая Покровская, 16а снесли к Чемпионату мира по футболу (первоначально предполагалось лишь скрыть здание фальшфасадом).